# Talksport
Talksport (стилизованное talkSPORT) — британская и ирландская спортивная радиостанция, принадлежащая Wireless Group и запущенная в 1995 году. С июня 2020 года производит спортивные новостные сводки для Times Radio.

## История

### Эпоха Talk Radio
14 февраля 1995 года в Лондоне была запущена радиостанция Talk Radio UK, имевшая и спортивную составляющую: у BBC Radio 5 Live были куплены права на трансляцию Футбольной лиги Англии в сезоне 1997—1998 годов, в 1998 году транслировался чемпионат мира по футболу из Франции, в сезоне 1998—1999 году транслировались матчи «Манчестер Юнайтед» в Лиге чемпионов.
Благодаря закону о вещании 1990 года вместе с Absolute Radio в качестве независимого национального радио получила общенациональные частоты на средних волнах, которые ранее использовались BBC Radio 1 и BBC Radio 3.

### Создание Talksport
12 ноября 1998 года радиостанция была приобретена TalkCo Holdings, которую возглавлял бывшие редактор газеты The Sun Кевин Маккензи. Это привело к массовому увольнению ведущих, в том числе Ника Эббота, Анны Реберн, Томми Бойла и Питера Дили и формированию более ориентированной на спорт программной сетки.
В конце 1999 года владелец провел ребрендинг и был переименован в Wireless Group, после чего было объявлено о перезапуске Talk Radio в первую британскую общенациональную коммерческую спортивную радиостанцию Talksport. Перезапуск прошёл 17 января 2000 года и ознаменовался переездом с Оксфорд стрит в новую студию в Хэтфилдс на Саут Банк.

### Расширение бренда
Успешная заявка Sound Digital на второй общенациональный коммерческий DAB-мультиплекс в 2016 году также привела к возвращению Talkradio и Virgin Radio, а также созданию Talksport 2. 25 июня 2016 г. News Corp купила Wireless Group за 296 млн.  С июня 2020 г. станция производит спортивные новости для Times Radio. В 2022 г. телеверсия TalkRadio была запущена на телеканале TalkTV.

## История программирования
- май 2001. Администрация радиовещания (англ. Radio Authority) дала радиостанции разрешение на трансляцию игр «Челси», «Фулхэма» и «Тоттенхема» в Лондоне, «Эвертона», «Блэкберна» и «Манчестер Сити» в Большом Манчестере, Мерсисайде и Ланкашире,[5].
- декабрь 2002 года. Было анонсировано первое музыкальное шоу Champagne & Roses с Джеральдом Харпером, просуществовавшее чуть менее полугода[6]
- октябрь 2006 года. Talksport стала первой общенациональным коммерческим радиовещателем АПЛ.[7]
- февраль 2010 года. Talksport на три года усилила долю освещения премьер-лиги в противовес конкурентам из Absolute Radio и BBC Radio 5 Live. T[8]
- June 2010: Talksport broadcast the 2010 World Cup, with live match commentary of all 64 matches in South Africa. Commentary was provided by Jim Proudfoot, Ian Danter, Nigel Pearson, John Rawling, and Graham Beecroft with punditry from Alvin Martin, Stan Collymore, Ray Parlour, Bobby Gould, Tony Cascarino, Lawrie Sanchez, and Micky Quinn
- июль 2012 года. Talksport и BBC Radio 5 Live договорились сроком на шесть лет о трансляции игр кубка и суперкубка Англии, а также товарищеские игры сборной Англии по футболу.[9]
- август 2012 года. Talksport стала официальным радиовещателем премьер-лиги Англии по регби.[10]
- май 2016 года. Talksport и Talksport 2 получили права на показ трёх игра АПЛ в каждом туре.[11]
- май 2017 года. Talksport сохранила эксклюзивные общенациональные радиоправа на трёхлетний показ 110 игр Английской футбольной лиги.[12]
- апрель 2018 года. Talksport и Talksport 2 сохранила права на показ игр по крикету для Шри-Ланки и Западной Индии.[13]
- апрель 2019 года. Talksport и Talksport 2 выиграли права на показ трёх из четырёх субботних футбольных игр АПЛ.[14]

## Транслируемые турниры
Talksport и Talksport 2 транслируют:
Футбол
- Английская Премьер-лига
- Футбольная лига Англии**
- Кубок Английской футбольной лиги**
- Трофей Английской футбольной лиги**
- Кубок Англии по футболу**
- Международные игры сборной Англии **
- Суперкубок Англии по футболу**
- Лига Чемпионов УЕФА**
- Лига Европы УЕФА**
- Бундеслига**
- Суперкубок УЕФА**
- Чемпионат мира по футболу**
- Чемпионат Европы по футболу**
- Лига наций УЕФА**
- Трофей Футбольной ассоциации**
- Ваза Футбольной ассоциации**

Регби**
- Premiership Rugby
- Super League

Крикет**
- English cricket team in India in 2020–21

Скачки на лошадях**
- Grand National
- Royal Ascot
- Cheltenham Festival
- The Derby
- King George VI and Queen Elizabeth Stakes

Гольф**
- The Open Championship
- Ryder Cup
- The Players Championship

Спорт в США**
- NFL

Дартс**
- PDC World Darts Championship

— **: Только в Великобритании и Ирландии

## Частоты
В ряде городов вещание идёт на частотах, отличных от основного диапазона между 1089 и 1053 кГц :
- 1071 кГц: Ноттингем, Ньюкасл
- 1107 кГц: Мерсисайд, Западный Суссекс, Южный Кент, Уош, Гэмпшир

Общенационально радиостанция также представлена в формате цифрового радио, на платформах Freeview, Sky, Virgin Media и Freesat. Talksport также транслируется в интернете.
В ходе чемпионата мира 2006 года радиостанция была доступна в цифровом формате в ряде германских городов.

## Аудитория
Согласно исследованиям RAJAR по состоянию на 1 квартал 2020 года, аудитория Talksport составляет 3 млн радиослушателей в неделю, Talksport 2 — 500 тыс.

## Talksport 2
15 марта 2016 года была запущена цифровая станция Talksport 2, дата открытия была приурочена к началу Cheltenham Festival. Talksport 2 является круглосуточной спортивной станцией, освещающая различные виды спорта в Великобритании и в других странах В январе 2019 года произошла смена позиционирования станции в пользу новостей о спорте и трансляции спортивных мероприятий.
В 2015 году в цифровом формате была возвращены Talkradio и Virgin Radio. В то же время Кевин Маккензи создал конкурирующую спортивную радиостанцию Listen2Digital для попадания во второй национальный коммерческий DAB мультиплекс.

## Другие медиа
- Soccer Bet — выходивший недолгое время 68-страничный еженедельный журнал формата A5, который был предназначен увлекающимся ставками на спорт футбольным болельщикам. Просуществовал два месяца и был закрыт в октябре 2003 года из-за слабых продаж.[21]
- Talksport TV — запущенная в октябре 2004 года вещательная платформа длительностью шесть часов в день на Sky Digital.[22] Был закрыт в 2005 году после покупки Talksport UTV Radio.[23]
- Talk Radio was set to return to the airwaves as a station on DAB digital radio in 2008 after Ofcom awarded a second DAB digital radio national commercial multiplex to the 4 Digital Group consortium led by Channel 4.[24] However, the station never launched after Channel 4 announced that it was abandoning its plans for digital radio stations[25]
- Talksport Magazine — был запущен в мае 2008 года как еженедельное онлайн издание для расширения бренда радиостанции.[26] В 2010 году был интегрирован в обновлённый интернет-сайт Talksport[27].
- Журнал Sport[28].

## Книги, DVDи игры
- Talksport Road Trip
- Talksport Legends & Anthems
- Ten Years of Talksport
- The Talksport Book of World Cup Banter
- The TalkSport Book of Cricket’s Best Ever Sledges
- TalkSPORT Clash Of The Titans